# Wojna grecko-turecka (1897)
Wojna grecko-turecka – trwająca w okresie od 17 kwietnia do 4 grudnia 1897 roku wojna pomiędzy Królestwem Grecji a Imperium Osmańskim, zwana również wojną trzydziestodniową.
Wkrótce po wybuchu powstania na Krecie w 1896 roku premier Grecji Teodoros Dilijanis, ulegając naciskowi opinii publicznej, wysłał na wyspę wojska dla wspomożenia powstańców. W odpowiedzi sułtan turecki Abdülhamid II nakazał koncentrację wojsk tureckich na granicy grecko-tureckiej, choć następnie przez blisko dwa miesiące wstrzymywał się od faktycznych działań militarnych.
W kwietniu, mimo starań wielkich mocarstw, dla których niekorzystny był nowy konflikt na Bałkanach, Turcja wypowiedziała Grecji wojnę, a wojska tureckie wkroczyły do Tesalii, zajmując pod drodze Tirnawos, Larisę i Farsalę. Walki trwały zaledwie trzydzieści dni i zakończyły się kompletną klęską Greków.
Po długich negocjacjach co do wysokości kontrybucji, ostatecznie uzgodniono wypłatę 4 milionów funtów tureckich wraz z niewielką korektą granicy na rzecz Turcji, i 4 grudnia 1897 w Konstantynopolu podpisano traktat pokojowy.
W wyniku tej wojny i z woli wielkich mocarstw Kreta uzyskała znaczną autonomię, formalnie wciąż pozostając częścią Imperium Osmańskiego.
W wojnie tej uczestniczył mjr Tadeusz Rozwadowski jako obserwator z ramienia austriackiego Sztabu Generalnego i attaché wojskowy w Bukareszcie.